# 日本電設工業協会
一般社団法人日本電設工業協会（にほんでんせつこうぎょうきょうかい）は、電気設備業者で構成される業界団体。略称は電設協、英文名は Japan Electrical Construction Association(JECA)。現会長は関電工会長の文挾誠一（2024年9月現在）。

## 沿革
- 1948年（昭和23年）7月26日 - 任意団体「電設工業会」として創立
- 1949年（昭和24年）4月28日 - 「日本電設工業会」と改称
- 1950年（昭和25年）11月 2日 - 社団法人として許可
- 1954年（昭和29年）5月12日 - 製造及び販売会社の参加を得て組織拡充
- 1969年（昭和44年）6月 5日 - 「日本電設工業協会」と改称
- 1984年（昭和59年）5月18日 - 各都道府県同業団体一斉加入、組織を大幅強化拡充
- 2008年（平成20年）7月26日 - 創立60周年
- 2011年（平成23年）4月 1日 - 一般社団法人へ移行

## 目的
電気工事業並びにその関連事業の健全なる発達を図り、国民生活の保安と公共の福祉増進並びに産業の振興及び文化の向上に資することを目的としている。

## 事業
- 適正で合理的な入札契約制度並びに合理的な建設生産システムに関する調査研究
- 電気工事業及びその関連事業の企業合理化に関する調査研究
- 電気工事業及びその関連事業の技術に関する調査研究
- 電気工事業並びにその関連事業の事故防止対策及び環境の保全に関する調査研究
- 電気工事業並びにその関連事業に必要な資材、機材、工具等に関する調査研究及びその改善
- 調査研究の発表、普及及び指導並びに雑誌、図書の発行
- 電気工事業及びその関連事業の人材の確保及び育成に関する調査研究並びにその推進と支援
- 講演会、講習会、見学会の開催及び展示会の開催
- 諸外国の同種団体との技術交流の推進
- 官公庁その他関係機関に対する要望、諮問に対する答申
- その他、目的を達成するに必要な事業

## 支部
- 北海道支部　〒060-0051 札幌市中央区南1条[3]東1丁目3 パークイースト札幌6F
- 東北支部　〒980-0804 仙台市青葉区大町2-2-25 (株)ユアテック宮城支社内
- 北陸支部　〒939-8571 富山市小中269 北陸電気工事(株)内
- 関東支部　〒107-0051 東京都港区元赤坂1-7-8 東京電業会館7F
- 東海支部　〒460-0011 名古屋市中区大須4-10-32 上前津KDビル6F
- 関西支部　〒530-0047 大阪市北区西天満5-6-10 富田町パークビル
- 中国支部　〒730-0844 広島市中区舟入幸町24-1 中電工舟入ビル
- 四国支部　〒760-8587 高松市花ノ宮町2-3-9 (株)四電工内
- 九州支部　〒810-0014 福岡市中央区平尾2-14-10

## 刊行物
- 『電設工業』 1巻1号（昭和29年6月）～44巻3号通巻544号（平成10年3月）以降『電設技術』に改題
- 『電設技術』 44巻4号通巻545号（平成10年4月）～ 毎月刊行

## 注・出典
1. ↑  “適正工期確保へ／電設協・日空衛、共同でゼネコン３団体に要請”. 電気新聞ウェブサイト.   日本電気協会新聞部 (2024年9月18日). 2024年10月14日閲覧。
2. ↑  “役員等”. 一般社団法人日本電設工業協会. 2024年10月14日閲覧。
3. ↑  電設工業協会のWebサイトでは『南一条』と表記しているが、札幌市住居表示に関する条例（昭和47年6月30日条例第38号）に基づく住居表示制度により『南1条』と表記するのが正式表記である。